# フェレドキシン亜硝酸レダクターゼ
フェレドキシン亜硝酸レダクターゼ（ferredoxin-nitrite reductase）は、窒素代謝酵素の一つで、次の化学反応を触媒する酸化還元酵素である。
NH3 + 2 H2O + 6 酸化型フェレドキシン {\displaystyle \rightleftharpoons } 亜硝酸 + 6 還元型フェレドキシン + 7 H+
反応式の通り、この酵素の基質はNH3とH2Oと酸化型フェレドキシン、生成物は亜硝酸と還元型フェレドキシンと H+である。補因子として鉄とシロヘムと鉄硫黄を用いる。
組織名はammonia:ferredoxin oxidoreductaseである。